# Copa Europeia da FIBA de 2020-21
A Copa Europeia da FIBA de 2020-21 foi a sexta edição da Copa Europeia da FIBA, gerida pela sucursal regional da FIBA. Infelizmente a liga foi iniciada com atraso, apenas em 26 de janeiro de 2021 por causa da Pandemia de COVID-19.

## Efeitos da Pandemia de COVID-19
Em 16 de junho de 2020, a FIBA Europa anunciou que a competição iniciar-se-ia em setembro ou outubro, com ou sem espectadores. Na ocasião decidiu-se que se não fosse nesta época, o inicio seria automaticamente adiado para Janeiro de 2021, com um sistema de competição reduzido.
Em 2 de setembro de 2020, por fim a FIBA Europa anunciou que a temporada começaria em 6 de janeiro de 2021.

## Distribuição de vagas
No máximo 27 equipes irão jogar na Copa Europa FIBA 2020-21. As 16 equipes diretamente qualificadas e no máximo 11 das equipes eliminadas nas rodadas de qualificação da Liga dos Campeões de Basquete ingressarão diretamente na temporada regular.
As equipes serão divididas em sete grupos. Serão formados grupos de três e quatro equipes.
As equipes inscritas foram oficialmente publicadas em 12 de agosto de 2020.
O sorteio será no dia 18 de agosto.
Com base em uma decisão do Conselho da FIBA Europa, o clube da Rússia (Parma) e os clubes da Ucrânia (Dnipro (se não se qualificar para a temporada regular da Liga dos Campeões), Kyiv Basket, Prometey) serão sorteados em grupos separados no sorteio para a temporada regular.

### Clubes
- 1º, 2º, etc.: colocações em competições domésticas

| Temporada regular    | Temporada regular    | Temporada regular | Temporada regular        |
| -------------------- | -------------------- | ----------------- | ------------------------ |
| Belfius Mons-Hainaut | Iraklis              | CSM Oradea        | Ironi Nes Ziona          |
| Neptūnas             | Hapoel Tel Aviv      | Sibiu             | Unahotels Reggio Emilia  |
| Donar                | Anwil Włocławek      | Kyiv Basket       | Mornar                   |
| Sporting CP          | Fribourg Olympic     | Prometey          | Heroes Den Bosch         |
| U Cluj-Napoca        | Dnipro               | Kapfenberg Bulls  | Stal Ostrów Wielkopolski |
| Balkan               | Egis Körmend         | Borisfen          | Parma                    |
| London Lions         | Szolnoki Olajbányász | Rilski Sportist   | Beşiktaş Icrypex         |

### Desistentes
As quatro equipes abaixo desistiram da vaga que a elas concedidas, ao serem eliminadas da Liga dos Campeões da FIBA de 2020-21:
- Igokea
- Hapoel Tel Aviv
- Neptūnas
- U-BT Cluj Napoca

## Datas previstas para os jogos
| Fase              | Rodada            | Datas                  |
| ----------------- | ----------------- | ---------------------- |
| Temporada regular | Jogo 1            | 26 de janeiro de 2021  |
| Temporada regular | Jogo 2            | 27-28 de janeiro 2021  |
| Temporada regular | Jogo 3            | 29 de janeiro de 2021  |
| Play-offs         | Oitavas de finais | 23-24 de março de 2021 |
| Play-offs         | Quartas de finais | 25-26 de março de 2021 |
| Play-offs         | Semifinais        | 23 de abril de 2021    |
| Play-offs         | Finais            | 25 de abril de 2021    |

## Sistema de competição
A temporada regular foi disputada em sede única por grupo em formato round-robin entre 26 e 29 de janeiro de 2021. Os dois melhores clubes classificados em seu grupo avançam, juntamente com os quatro melhores terceiros colocados em cada grupo para as oitavas de finais. Os pares das oitavas-de-final serão determinados por empate, com todos os seis vencedores dos grupos e os dois melhores segundos clubes classificados e as outras equipas classificadas não distribuídas; clubes do mesmo grupo da temporada regular não podem ser sorteados entre si. As oitavas de final e as quartas de final serão disputadas em jogos de eliminação simples em quatro centros de um único local de quatro equipes cada, de acordo com a chave do Play-Off, de 23 a 25 de março de 2021. As quatro finais serão disputadas em um único centro de local de 23 a 25 de abril de 2021..

## Temporada regular

### Grupo A
(Maaspoort em 's-Hertogenbosch, Países Baixos)
| Pos | Clube                   | J | V | D | P+  | P-  | SP  | Pts | Classificação        |     | C/V   | BEL   | EGI   | IRA   | UNA |
| --- | ----------------------- | - | - | - | --- | --- | --- | --- | -------------------- | --- | ----- | ----- | ----- | ----- | --- |
| 1   | Iraklis                 | 3 | 3 | 0 | 251 | 225 | 26  | 6   | Avançam para o Top16 | BEL |       | —     | 75-79 | 69-70 |     |
| 2   | UnaHotels Reggio Emilia | 3 | 2 | 1 | 232 | 226 | 6   | 5   | Avançam para o Top16 | EGI | 66-83 |       | —     | 79-88 |     |
| 3   | Belfius Mons-Hainaut    | 3 | 1 | 2 | 227 | 215 | 12  | 4   | Avançam para o Top16 | IRA | —     | 94-76 |       | —     |     |
| 4   | Egis Körmend            | 3 | 0 | 3 | 221 | 265 | -44 | 3   |                      | UNA | —     | —     | 74-78 |       |     |

### Grupo B
(Arena Samokov em Samokov, Bulgária)
| Pos | Clube            | J | V | D | P+  | P-  | SP  | Pts | Classificação        |     | C/V   | KAP   | KYI   | PRO   | RIL |
| --- | ---------------- | - | - | - | --- | --- | --- | --- | -------------------- | --- | ----- | ----- | ----- | ----- | --- |
| 1   | Prometey         | 3 | 3 | 0 | 225 | 200 | 25  | 6   | Avançam para o Top16 | KAP |       | 51-61 | 58-64 | —     |     |
| 2   | Kyiv-Basket      | 3 | 1 | 2 | 196 | 197 | -1  | 4   | Avançam para o Top16 | KYI | —     |       | 66-72 | 69-74 |     |
| 3   | Rilski Sportist  | 3 | 1 | 2 | 217 | 227 | -10 | 4   | Avançam para o Top16 | PRO | —     | —     |       | 89-76 |     |
| 4   | Kapfenberg Bulls | 3 | 1 | 2 | 178 | 192 | -14 | 4   |                      | RIL | 67-69 | —     | —     |       |     |

### Grupo C
(Hala Mistrzów em Włocławek, Polónia)
| Pos | Clube                    | J | V | D | P+  | P-  | SP  | Pts | Classificação        |     | C/V   | IRO   | SPO   | STA   | SZO |
| --- | ------------------------ | - | - | - | --- | --- | --- | --- | -------------------- | --- | ----- | ----- | ----- | ----- | --- |
| 1   | Stal Ostrów Wielkopolski | 3 | 3 | 0 | 268 | 249 | 19  | 6   | Avançam para o Top16 | IRO |       | —     | 86-93 | 90-73 |     |
| 2   | Ironi Nes Ziona          | 3 | 2 | 1 | 262 | 247 | 15  | 5   | Avançam para o Top16 | SPO | 81-86 |       | —     | —     |     |
| 3   | Szolnoki Olajbányász     | 3 | 1 | 2 | 231 | 247 | -16 | 4   |                      | STA | —     | 85-83 |       | —     |     |
| 4   | Sporting                 | 3 | 0 | 3 | 231 | 249 | -18 | 3   | SZO                  | —   | 78-67 | 80-90 |       |       |     |

### Grupo D
(Akatlar Arena em Istambul, Turquia)
| Pos | Clube            | J | V | D | P+  | P-  | SP | Pts | Classificação        |     | C/V   | BAL   | BES   | ORA   | SIB |
| --- | ---------------- | - | - | - | --- | --- | -- | --- | -------------------- | --- | ----- | ----- | ----- | ----- | --- |
| 1   | CSU Sibiu        | 3 | 2 | 1 | 247 | 235 | 12 | 5   | Avançam para o Top16 | BAL |       | 74-71 | 58-55 | —     |     |
| 2   | Balkan           | 3 | 2 | 1 | 207 | 214 | -7 | 5   | Avançam para o Top16 | BES | —     |       | —     | 90-81 |     |
| 3   | CSM Oradea       | 3 | 1 | 2 | 216 | 219 | -3 | 4   | Avançam para o Top16 | ORA | —     | 91-83 |       | 70-78 |     |
| 4   | Beşiktaş Icrypex | 3 | 1 | 2 | 244 | 246 | -2 | 4   |                      | SIB | 88-75 | —     | —     |       |     |

### Grupo E
(Hala Mistrzów em Włocławek, Polónia)
| Pos | Clube            | J | V | D | P+  | P-  | SP  | Pts | Classificação        |     | C/V   | ANW   | DNI   | FRI | LON |
| --- | ---------------- | - | - | - | --- | --- | --- | --- | -------------------- | --- | ----- | ----- | ----- | --- | --- |
| 1   | Fribourg Olympic | 2 | 1 | 1 | 143 | 131 | 12  | 3   | Avançam para o Top16 | ANW |       | —     | 69-86 | —   |     |
| 2   | Dnipro           | 2 | 1 | 1 | 133 | 131 | 2   | 3   | Avançam para o Top16 | DNI | 71-74 |       | —     | —   |     |
| 3   | Anwil Włocławek  | 2 | 1 | 1 | 143 | 157 | -14 | 3   | Avançam para o Top16 | FRI | —     | 57-62 |       | —   |     |
| 4   | London Lions     | 0 | 0 | 0 | 0   | 0   | 0   | 0   | Desistiu             | LON | —     | —     | —     |     |     |

### Grupo F
(Maaspoort em 's-Hertogenbosch, Países Baixos)
| Pos | Clube            | J | V | D | P+  | P-  | SP  | Pts | Classificação        |     | C/V | BOR   | DON   | HER   | PAR |
| --- | ---------------- | - | - | - | --- | --- | --- | --- | -------------------- | --- | --- | ----- | ----- | ----- | --- |
| 1   | Parma            | 2 | 2 | 0 | 178 | 144 | 34  | 4   | Avançam para o Top16 | BOR |     | —     | —     | —     |     |
| 2   | Heroes Den Bosch | 2 | 1 | 1 | 162 | 183 | -21 | 3   | Avançam para o Top16 | DON | —   |       | —     | 81-93 |     |
| 3   | Donar            | 2 | 0 | 2 | 179 | 192 | -13 | 2   |                      | HER | —   | 99-98 |       | —     |     |
| 4   | Borisfen         | 0 | 0 | 0 | 0   | 0   | 0   | 0   | Desistiu             | PAR | —   | —     | 85-63 |       |     |

### Ranking dos melhores terceiros colocados
| Pos | Grp | Clube                | J | V | D | PF  | PC  | SP  | Pts | Classificação                      |
| --- | --- | -------------------- | - | - | - | --- | --- | --- | --- | ---------------------------------- |
| 1   | B   | Rilski Sportist      | 2 | 1 | 1 | 150 | 158 | −8  | 3   | Classificados às oitavas de finais |
| 2   | E   | Anwil Włocławek      | 2 | 1 | 1 | 143 | 157 | −14 | 3   | Classificados às oitavas de finais |
| 3   | A   | Belfius Mons-Hainaut | 2 | 0 | 2 | 144 | 149 | −5  | 2   | Classificados às oitavas de finais |
| 4   | D   | CSM Oradea           | 2 | 0 | 2 | 125 | 136 | −11 | 2   | Classificados às oitavas de finais |
| 5   | F   | Donar                | 2 | 0 | 2 | 179 | 192 | −13 | 2   |                                    |
| 6   | C   | Szolnoki Olajbányász | 2 | 0 | 2 | 153 | 180 | −27 | 2   |                                    |

## Play-offs
Todas as séries eliminatórias serão em jogos únicos.
|  | Oitavas de final     | Oitavas de final  |     |                      | Quartas de final | Quartas de final |  |            | Semifinais | Semifinais |  |                   | Final | Final |
|  |                      |                   |     |                      |                  |                  |  |            |            |            |  |                   |       |       |
|  | CSU Sibiu            | 61                |     |                      |                  |                  |  |            |            |            |  |                   |       |       |
|  | UH Reggio Emilia     | 65                |     |                      |                  |                  |  |            |            |            |  |                   |       |       |
|  | UH Reggio Emilia     | 65                |     | UH Reggio Emilia     | 64               |                  |  |            |            |            |  |                   |       |       |
|  |                      |                   |     | UH Reggio Emilia     | 64               |                  |  |            |            |            |  |                   |       |       |
|  |                      | CSM Oradea        | 71  |                      |                  |                  |  |            |            |            |  |                   |       |       |
|  | Dnipro               | CSM Oradea        | 71  | 72                   |                  |                  |  |            |            |            |  |                   |       |       |
|  | Dnipro               |                   |     | 72                   |                  |                  |  |            |            |            |  |                   |       |       |
|  | CSM Oradea           | 78                |     |                      |                  |                  |  |            |            |            |  |                   |       |       |
|  | CSM Oradea           | 78                |     |                      |                  |                  |  | CSM Oradea | 66         |            |  |                   |       |       |
|  |                      |                   |     |                      |                  |                  |  | CSM Oradea | 66         |            |  |                   |       |       |
|  |                      | Arged BMSLAM Stal | 77  |                      |                  |                  |  |            |            |            |  |                   |       |       |
|  | Prometey             | Arged BMSLAM Stal | 77  | 81                   |                  |                  |  |            |            |            |  |                   |       |       |
|  | Prometey             |                   |     | 81                   |                  |                  |  |            |            |            |  |                   |       |       |
|  | Belfius Mons-Hainaut | 88                |     |                      |                  |                  |  |            |            |            |  |                   |       |       |
|  | Belfius Mons-Hainaut | 88                |     | Belfius Mons-Hainaut | 66               |                  |  |            |            |            |  |                   |       |       |
|  |                      |                   |     | Belfius Mons-Hainaut | 66               |                  |  |            |            |            |  |                   |       |       |
|  |                      | Arged BMSLAM Stal | 73  |                      |                  |                  |  |            |            |            |  |                   |       |       |
|  | Arged BMSLAM Stal    | Arged BMSLAM Stal | 73  | 92                   |                  |                  |  |            |            |            |  |                   |       |       |
|  | Arged BMSLAM Stal    |                   |     | 92                   |                  |                  |  |            |            |            |  |                   |       |       |
|  | Heroes Den Bosch     | 83                |     |                      |                  |                  |  |            |            |            |  |                   |       |       |
|  | Heroes Den Bosch     | 83                |     |                      |                  |                  |  |            |            |            |  | Arged BMSLAM Stal | 74    |       |
|  |                      |                   |     |                      |                  |                  |  |            |            |            |  | Arged BMSLAM Stal | 74    |       |
|  |                      | Ironi Nes Ziona   | 82  |                      |                  |                  |  |            |            |            |  |                   |       |       |
|  | Fribourg Olympic     | Ironi Nes Ziona   | 82  | 74                   |                  |                  |  |            |            |            |  |                   |       |       |
|  | Fribourg Olympic     |                   |     | 74                   |                  |                  |  |            |            |            |  |                   |       |       |
|  | Balkan               | 90                |     |                      |                  |                  |  |            |            |            |  |                   |       |       |
|  | Balkan               | 90                |     | Balkan               | 62               |                  |  |            |            |            |  |                   |       |       |
|  |                      |                   |     | Balkan               | 62               |                  |  |            |            |            |  |                   |       |       |
|  |                      | Parma             | 84  |                      |                  |                  |  |            |            |            |  |                   |       |       |
|  | Parma                | Parma             | 84  | 90                   |                  |                  |  |            |            |            |  |                   |       |       |
|  | Parma                |                   |     | 90                   |                  |                  |  |            |            |            |  |                   |       |       |
|  | Rilski Sportist      | 61                |     |                      |                  |                  |  |            |            |            |  |                   |       |       |
|  | Rilski Sportist      | 61                |     |                      |                  |                  |  | Parma      | 80         |            |  |                   |       |       |
|  |                      |                   |     |                      |                  |                  |  | Parma      | 80         |            |  |                   |       |       |
|  |                      | Ironi Nes Ziona   | 81  |                      |                  |                  |  |            |            |            |  |                   |       |       |
|  | Iraklis              | Ironi Nes Ziona   | 81  | 86                   |                  |                  |  |            |            |            |  |                   |       |       |
|  | Iraklis              |                   |     | 86                   |                  |                  |  |            |            |            |  |                   |       |       |
|  | Anwil Włocławek      | 81                |     |                      |                  |                  |  |            |            |            |  |                   |       |       |
|  | Anwil Włocławek      | 81                |     | Iraklis              | 80               |                  |  |            |            |            |  |                   |       |       |
|  |                      |                   |     | Iraklis              | 80               |                  |  |            |            |            |  |                   |       |       |
|  |                      | Ironi Nes Ziona   | 105 |                      |                  |                  |  |            |            |            |  |                   |       |       |
|  | Ironi Nes Ziona      | Ironi Nes Ziona   | 105 | 90                   |                  |                  |  |            |            |            |  |                   |       |       |
|  | Ironi Nes Ziona      |                   |     | 90                   |                  |                  |  |            |            |            |  |                   |       |       |
|  | Kyiv-Basket          | 76                |     |                      |                  |                  |  |            |            |            |  |                   |       |       |

## Final Four
O Final Four (quadrangular final) programado anteriormente para ocorrer na Shlomo Group Arena colocando o Ironi Nes Ziona como anfitrião, foi alterado ainda assim mantendo o evento em terras israelenses e com o Ironi Nes Ziona como hospitaleiro, porém o recinto foi alterado para a "lendária" Menora Mivtachim Arena para os dias 23 a 25 de abril de 2021.
| Tel Aviv                     |
| ---------------------------- |
| Menora Mivtachim Arena       |
| 32° 03′ 39″ N, 34° 47′ 28″ L |
| Capacidade: 10 728           |
|                              |

### Semifinais
| Time 1     | Placar  | Time 2            |
| ---------- | ------- | ----------------- |
| CSM Oradea | 66 - 77 | Arged BMSLAM Stal |
| Parma      | 80 - 81 | Ironi Nes Ziona   |

### Decisão de terceiro colocado
| Time 1     | Placar  | Time 2 |
| ---------- | ------- | ------ |
| CSM Oradea | 85 - 76 | Parma  |

### Final
| Time 1            | Placar  | Time 2          |
| ----------------- | ------- | --------------- |
| Arged BMSLAM Stal | 74 - 82 | Ironi Nes Ziona |

## Prêmios individuais

### Maior valorização
| Rodada | Jogador             | Clube            | EFF | Ref.   |
| ------ | ------------------- | ---------------- | --- | ------ |
| 1      | Thomas van der Mars | Heroes Den Bosch | 38  | [ 12 ] |
| 2      | Alperen Şengün      | Beşiktaş Icrypex | 27  | [ 13 ] |
| 2      | Rashad Vaughn       | Prometey         | 27  | [ 13 ] |
| 3      | Alperen Şengün (2)  | Beşiktaş Icrypex | 31  | [ 14 ] |

## Campeões
| FIBA Europe Cup 2020-21 Campeões |
| -------------------------------- |
| Ironi Ness Ziona 1º Título       |